# ساتو گوزن
ساتو گوزن (به ژاپنی: 郷御前 さとごぜ); تاریخ تولد ۱۱۶۸ و مرگ پانزدهم ژوئن ۱۱۸۹ میلادی، زنی بود که در اواخر دوره هی‌آن و اوایل دوره کاماکورا زندگی می‌کرد. دختر کاواگوئه شیگه‌یوری ja:河越重頼، خانواده ای قدرتمند از ولایت موساشی. مادرش کاواگوئه نو آما ja:河越尼، دختر هیکی نو آما، ندیمه زمان کودکی میناموتو نو یوریتومو بود. او همسر اصلی میناموتو نو یوشیتسونه برادر کوچکتر نخستین شوگون از شوگون‌سالاری کاماکورا، میناموتو نو یوریتومو بود. گفته می‌شود که او به دستور یوریتومو یا برادر او یوشیتسونه ازدواج کرد و حتی پس از درگیری یوریتومو و یوشیتسونه، او یوشیتسونه را که در حال فرار بود، همراهی کرد و در آخرین لحظات زندگی با او بود.

## کیوتو
در ۱۴ سپتامبر ۱۱۸۴، دختر کاواگوئه شیگه‌یوری به دستور یوریتومو به پایتخت رفت و با یوشیتسونه که به عنوان دایکان یوریتومو در کیوتو پایتخت آن زمان بود، ازدواج کرد. این ازدواج درست پس از این اتفاق افتاد که انتصاب ja:任官 غیرمجاز یوشیتسونه باعث عصبانیت یوریتومو شد و او از تعقیب خاندان تایرا حذف شد، بنابراین برخی معتقدند که این ازدواج به منظور مراقبت از یوشیتسونه به مدت زمان طولانی بوده است. برادر دیگر ناتنی بزرگتر یوشیتسونه، میناموتو نو نوری‌یوری، نیز مانند یوشیتسونه با نوه هیکی نو آما ازدواج کرد و مادر ساتو گوزن (کاواگوئه نو آما) پرستار پسر بزرگ یوریتومو، «مانجو» (بعدها میناموتو نو یوری‌ایه) بود. پدرش کاواگوئه شیگه‌یوری و برادرش کاواگوئه شیگه‌فوسا اولین کارزار یوشیتسونه برای دست‌یابی میناموتو نو یوشیناکا را همراهی کردند و آنها همچنین به همراه یوشیتسونه در کاخ امپراتوری سرپوشیده امپراتور گوشیراکاوا حضور یافتند و عموی آنها موروئوکا شیگه‌تسونه ja:師岡重経 مسئول انتصاب یوشیتسونه به عنوان کبیئیشی (مسئول امنیت کیوتو) بود شواهدی است که نشان می‌دهد خاندان کاواگوئه حتی قبل از ورود او به شهر به کیوتو به عنوان بستگان مادری یوشیتسونه به او خدمت می‌کردند. هوسوکاوا ریوایچی ja:細川涼一 نوه ندیمه یوریتومو، هیکی نو آما، و دختر کاواگوئه شیگه‌یوری بود که نفوذ زیادی در ولایت موساشی به عنوان بازرس کل اقامتگاه ولایت موساشی ایجاد کرده بود و تصمیم یوریتومو برای ازدواج یوشیتسونه با دختر او بود.
در ۱۶ فوریه ۱۱۸۵، پنج ماه پس از ازدواج ساتو گوزن، یوشیتسونه به نبرد یاشیما رفت. در نبرد بعدی نبرد دان-نو-اورا، او با از بین بردن خاندان تایرا به موفقیت بزرگی دست یافت و در ۲۴ آوریل به عنوان قهرمان نابودی خاندان تایرا با پیروزی به پایتخت بازگشت. با این حال، در ماه مه، یوریتومو، یوشیتسونه را به دلیل انتصاب ja:任官 غیرمجاز قبلی و رفتار خودمحورانه رد کرد. یوشیتسونه همراه با زندانیانی که در نبرد دان-نو-اورا برای بهانه‌تراشی به سمت کاماکورا رفتند، اما در کوشیگوئه ja:腰越 در نزدیکی کاماکورا بازداشت شد و با وجود اینکه امیدوار بود با یوریتومو ملاقات کند، حتی اجازه ورود به کاماکورا را نداشت و مجبور شد به پایتخت بازگردد. یوشیتسونه از این رفتار خشمگین شد و در راه بازگشت به پایتخت در ماه ژوئن اعلام کرد که روابط خود را با یوریتومو قطع خواهد کرد. همچنین، در همین زمان، یوشیتسونه از ازدواج (به عنوان شو) دختر تایرا نو توکیتادا به نام وارابی هیمه ja:蕨姫 با خود استقبال کرد، اما ساتو گوزن همچنان موقعیت خود را به عنوان همسر اصلی خود حفظ کرد.

## سقوط یوشیتسونه
چهار ماه پس از بازگشت یوشیتسونه به پایتخت، در ۹ اکتبر همان سال، یوریتومو توسانوبو شوشون را فرستاد تا برنامه‌ریزی کند و به یوشیتسونه حمله کند و او را تحت سلطه خود درآورد. در ۱۳ اکتبر، یوشیتسونه به کاخ امپراتوری امپراتور گوشیراکاوا  رفت و همراه با عمویش، میناموتو نو یوکی‌ایه، از خانواده امپراتوری درخواست کرد تا برادرش یوریتومو را تعقیب و او را بکشد. در روز هفدهم اکتبر یوشیتسونه حمله توسانوبو شوشون را تلافی کرد و در هجدهم دستور دستگیری یوریتومو صادر شد. در ۲۳ اکتبر، در کاماکورا، کاواگوئه شیگه‌فوسا از اسکورت نظامی برای مراسم یادبود افتتاح معبد شوچوجو-این ja:勝長寿院 کنار گذاشته شد، زیرا او از بستگان یوشیتسونه بود. در ۲۹، یوریتومو از کاماکورا به سمت پایتخت حرکت کرد تا یوشیتسونه را تحت سلطه خود درآورد، و در ۳ نوامبر، یوشیتسونه ملازمان و ۲۰۰ سوار خود را رهبری کرد تا کیوتو را ترک کنند. در ۱۲ نوامبر، قلمرو کاواگوئه شیگه‌یوری مصادره شد، زیرا او از بستگان یوشیتسونه بود، و شیگه‌یوری و شیگه‌فوسا بعداً به قتل رسیدند. این اتفاق تنها یک سال پس از ازدواج ساتو گوزن با یوشیتسونه رخ داد.
واکنش ساتو گوزن در این زمان مشخص نیست، از آنجایی که دخترش در سال 1186 به دنیا آمد، زمانی که یوشیتسونه در مجاورت کیوتو پنهان شده بود، فرض بر این است که او زمانی که در کیوتو بود باردار شد و در حالی که در مجاورت پایتخت پنهان شده بود دخترش به دنیا آمد.  هوسوکاوا ریوایچی ja:細川涼一 بر این حکایت تمرکز دارد که طرف یوریتومو بر اساس شهادت مادر یوشیتسونه، توکیوا گوزن، ساتو گوزن را در معبد دایئونجی (کیوتو)  ja:大雲寺 (京都市) در ایواکورا پنهان کرد و دخترش را به آنجا برد.
در ۱۰ فوریه ۱۱۸۷، یوشیتسونه به فوجیوارا نو هیده‌هیرا از ولایت موتسو تکیه کرد و با ساتو گوزن و فرزندانش به ولایت موتسو (اوشو) رفت. این گروه به شکل یک یامابوشی راهب کوهستانی و چیگو (کودکان خردسال) مبدل شده بودند.
در ۳۰ آوریل ۱۱۸۹ کبیسه،  فوجیوارا نو یاسوهیرا، به دستور یوریتومو، با صدها سوار به معبد تاکاداچی گیکه‌ایدو، محل زندگی یوشیتسونه حمله کرد. یوشیتسونه وارد معبد بودایی شد و ابتدا ساتو گوزن، ۲۲ ساله و دختر ۴ ساله اش را قبل از خودکشی خود کشت.
قبر همسر و فرزند یوشیتسونه در منطقه سنجودو در پای کوه کینکیزان در شهر هیراایزومی، ایواته قرار دارد.
گفته می‌شود معبد اونگاوا-جی در کینوگاوا، شهر اوشو، به عنوان یک روستا احیا شده است و گفته می‌شود که از تصویر اصلی نگهبان روستا گرفته شده است. لوح‌های یادبود فودو میو و یوشیتسونه و همسرش در آنجا نقش بسته بودند، اما در ۶ اوت ۲۰۰۸ معبد در اثر آتش‌سوزی ویران شد. نام پس از مرگ بر روی لوح یادبود «کنزان میوکونی دای نی» است.
قلمرو خاندان کاواگوئه توسط کاواگوئه-نی، که به خاندان جانشین تبدیل شد، بازگشت داده شد، اما برادران بازمانده از روستا تا ۲۰ سال پس از قتل پدرشان، شیگه‌یوری، در سوابق آزوما کاگامی دیده نمی‌شوند.